# Музей пчеловодства (Сважендз)
 Памятник культуры Великопольского воеводства, регистрационный номер 2115/A от 30 марта 1987 года.
Музей пчеловодства, полное название — Музей пчеловодства имени Рышарда Костецкого (пол. Muzeum Pszczelarstwa im. prof. Ryszarda Kosteckiego) — музей под открытым небом, находящийся в городе Сважендз Познанского повята Великопольского воеводства, Польша. Музей находится в западной части города Сважендза по адресу ул. Познанская, 35 между дорогой № 92 и железнодорожной дорогой № 3. Музей представляет экспозиции, связанные с историей пчеловодства, бортевого пчеловодства и шелководства. Музей вместе с парком и восстановленной усадьбой является памятником культуры Великопольского воеводства.

## История
Музей был основан в 1963 году факультетом болезней пчёл Государственного ветеринарного института в разрушенной во время Второй мировой войны усадьбы, которая располагалась в парке на территории городского района Нова-Весь. В организации музея приняли участие управляющий факультетом отдела болезней пчёл Станислав Кикар и профессор Марианн Елинский. Важную роль в основании музея сыграл профессор Рышард Костецкий. 
Первым экспонатом созданного музея стал гранитный памятник пчеле.
В январе 1966 года музей вошёл в состав Национального музея сельского хозяйства и пищевой промышленности в селе Шренява.
В 1974 году среди экспонатов музея было 140 ульев, самым старым из которых являлся улей XIII века.
30 марта 1987 года здание музея, восстановленная усадьба и парк были внесены в реестр памятников Великопольского воеводства.
В 2002 году музей был назван именем Рышарда Костецкого.

## Деятельность музея
На территории музея представлено собрание ульев, насчитывающих 230 экземпляров, которые демонстрируют историю пчеловодства в Польше. Среди экспонатов выделяются фигурные и сделанные из различных материалов ульи, которые представляют собой народной творчество. Самый старый улей датируется 1474 годом. В некоторых ульях обитают пчёлы.
В 1999 году в здании музея основана выставка, представляющая музейную экспозицию о пользе насекомых, инвентарь для пчеловодства и шелкопрядства. Возле этого здания посажены медоносные растения.

## Галерея

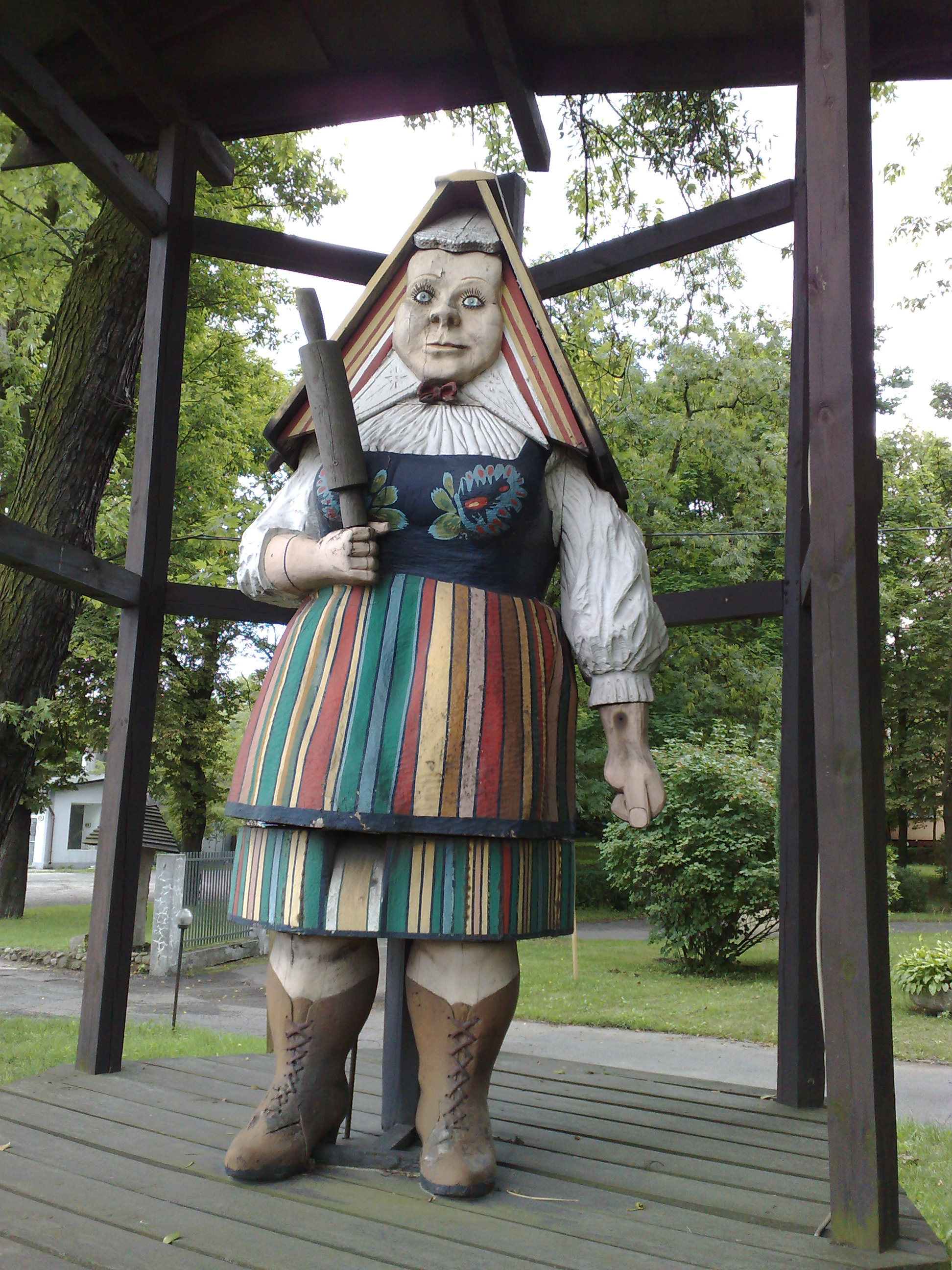
Фигурный улей
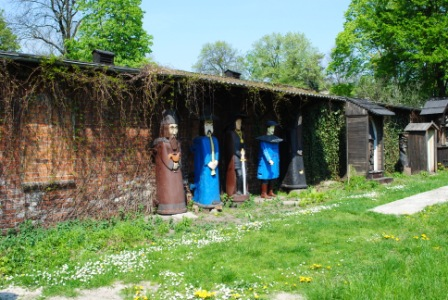
Фигурные ульи
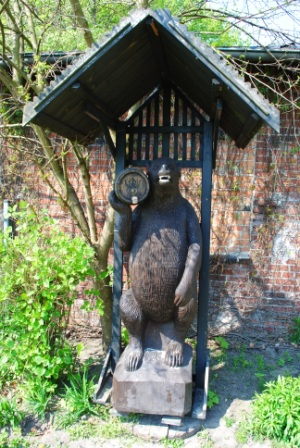
Фигурный улей